# Pseudoescalar
En física, un pseudoescalar és una quantitat que es comporta com un escalar però que canvia de signe sota una inversió de paritat, com la generada per una rotació impròpia, mentre que un escalar real manté el seu signe.
Qualsevol producte escalar entre vector normal i un pseudovector és un pseudoescalar. L'exemple típic de pseudoescalar és el que resulta del producte triple escalar, és a dir del producte escalar entre un dels vectors del triple producte amb el producte vectorial dels dos altres vectors on l'últim és un pseudovector. Un pseudoescalar multiplicat per un vector normal esdevé un pseudovector (vector axial); una construcció similar crea el pseudotensor.
Matemàticament, un pseudoescalar és un element del poder exterior superior d'un espai vectorial, o el poder superior d'una àlgebra de Clifford. De forma més general, és un element del fibrat canònic d'una varietat diferenciable.

## Exemples
- La càrrega magnètica (tal com és matemàticament definida, al marge de si existeix físicament).
- El flux magnètic és resultat d'un producte escalar entre un vector (normal a la superfície) i un pseudovector (el camp magnètic).
- L'helicitat és la projecció (producte escalar) d'un pseudovector d'espín sobre la direcció del seu moment (un vector pur).
- Partícules pseudoescalars, i.e. partícules amb espín 0 i paritat senar (la funció d'ona de les quals canvia de signe sota inversió de paritat). Exemples són mesons pseudoescalars, i l'axió.